# 826 v.Chr.
Het jaar 826 v.Chr. is een jaartal volgens de christelijke jaartelling.

## Gebeurtenissen

### Egypte
- Farao Sjosjenq III sluit na tien jaar burgeroorlog een wapenstilstand met Opper-Egypte.

### Assyrië
- Koning Salmanasser III wordt in zijn rijk geplaagd door binnenlandse onlusten, zijn zoon Assur-danin-pal komt in opstand.
- Assur-danin-pal weet 27 steden in het Assyrische Rijk onderhorig te maken, waaronder Ninive.